# We Are One
"We Are One" er en sang af det irske indierockband Wild Youth, udgivet den 27. januar 2023. Sangen skal efter planen repræsentere Irland i Eurovision Song Contest 2023 efter at have vundet Eurosong 2023, Irlands nationale finale i det års Eurovision Song Contest.